# Comunità Fascista Nazionale
La Comunità Fascista Nazionale (in ceco Národní Obec Fašistická, NOF) è stato un partito politico fascista cecoslovacco guidato da Radola Gajda, basato sul fascismo italiano di Benito Mussolini.

## Storia

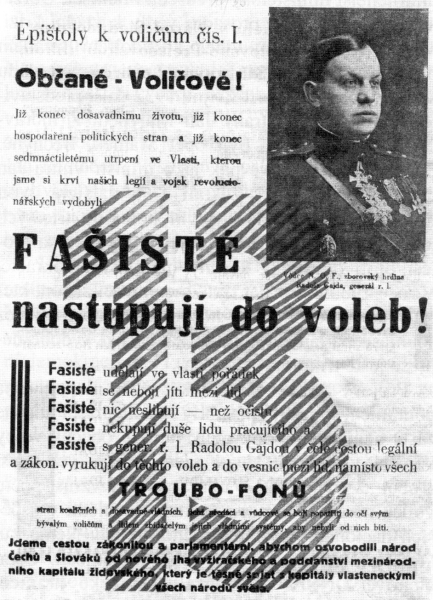
Volantino del NOF

Il partito è stato costituito nel 1926 ed è stato caratterizzato da una forte corrente di opposizione alla Germania, che ha continuato anche dopo l'ascesa al potere di Adolf Hitler. Il NOF guardava all'Italia come il suo modello e si è basata interamente sul modello del Partito Nazionale Fascista e sui dettami di Benito Mussolini. A questo proposito è nettamente diverso dal suo principale rivale, Vlajka, che è stato fermamente nel campo hitleriano. Istituì gruppi giovanili e un sindacato, anche se quest'ultimo fu poco rilevante. Il gruppo ha inoltre intrapreso una politica di panslavismo e auspicava un'unione con la Polonia per formare una grande alleanza dei popoli slavi con lo scopo secondario di rovesciare il comunismo nell'Unione Sovietica. Essi prospettavano un'economia corporativa e sociale con un grande settore agricolo.
Gajda è stato eletto al Parlamento nel 1929, ma il partito ha ricevuto solo il 2% dei voti e sette seggi in Consiglio nazionale in occasione delle elezioni del 1935. Il movimento ha fatto un tentativo di prendere il potere durante l'occupazione tedesca, anche se i nazisti non avevano tempo da perdere con la NOF a causa della loro precedenti critiche e il loro status di minori. In ultima analisi la NOF è stata sciolta e assorbita in gran parte alla marionetta Movimento Nazionale di Solidarietà e Gajda fu costretto a lasciare la politica.